# Зуніцератопс
Зуніцератопс (Zuniceratops, букв. «рогате обличчя з басейну Зуні») — рід птахотазових динозаврів інфраряду цератопсів, групи маргіноцефалів, що жили в пізньому крейдяному періоді (близько 93,5—89,3 мільйона років тому), на території нинішньої Північної Америки. Скам'янілості цього цератопса були знайдені в окрузі Катрон (формація Moreno Hill) штату Нью-Мексико. Вперше описаний палеонтологами Вульфом і Кіркландом в 1998 р. Усього відомо три скелети зуніцератопсів. Представлений одним видом — Z. christopheri.

## Історія відкриття

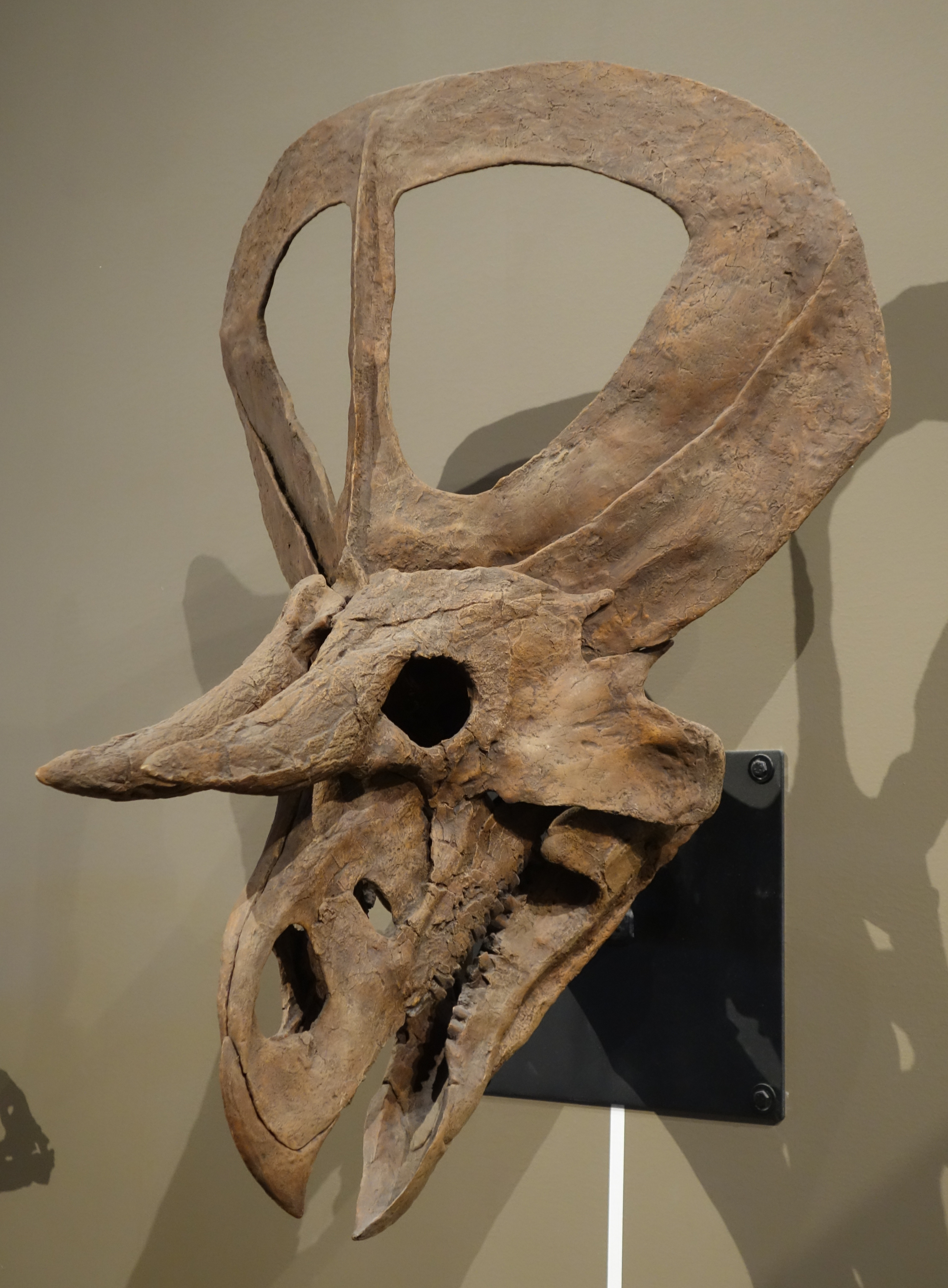
Реконструйований череп

Зуніцератопс був відкритий у 1996 році восьмирічним Крістофером Джеймсом Вулфом, сином палеонтолога Дугласа Г. Вулфа, у формації Moreno Hill у західно-центральній частині Нью-Мексико, де було знайдено один череп і кістки кількох особин. Ця знахідка була запропонована як один з доказів того, що стадна соціальна поведінка може бути синапоморфною рисою цератопсів.
Голотипний зразок, MSM P2101, є або дитинчам, або підрослим, тоді як інші зразки, такі як MSM P2101 і MSM P3812, належали дорослим особинам. Череп довгий і низький, без носового рогу, але має добре розвинену пару надбрівних рогів, схожих на ті, що були у хасмозаврів і примітивних центрозаврів, що свідчить про те, що надбрівні роги є плезіоморфною ознакою.

## Опис

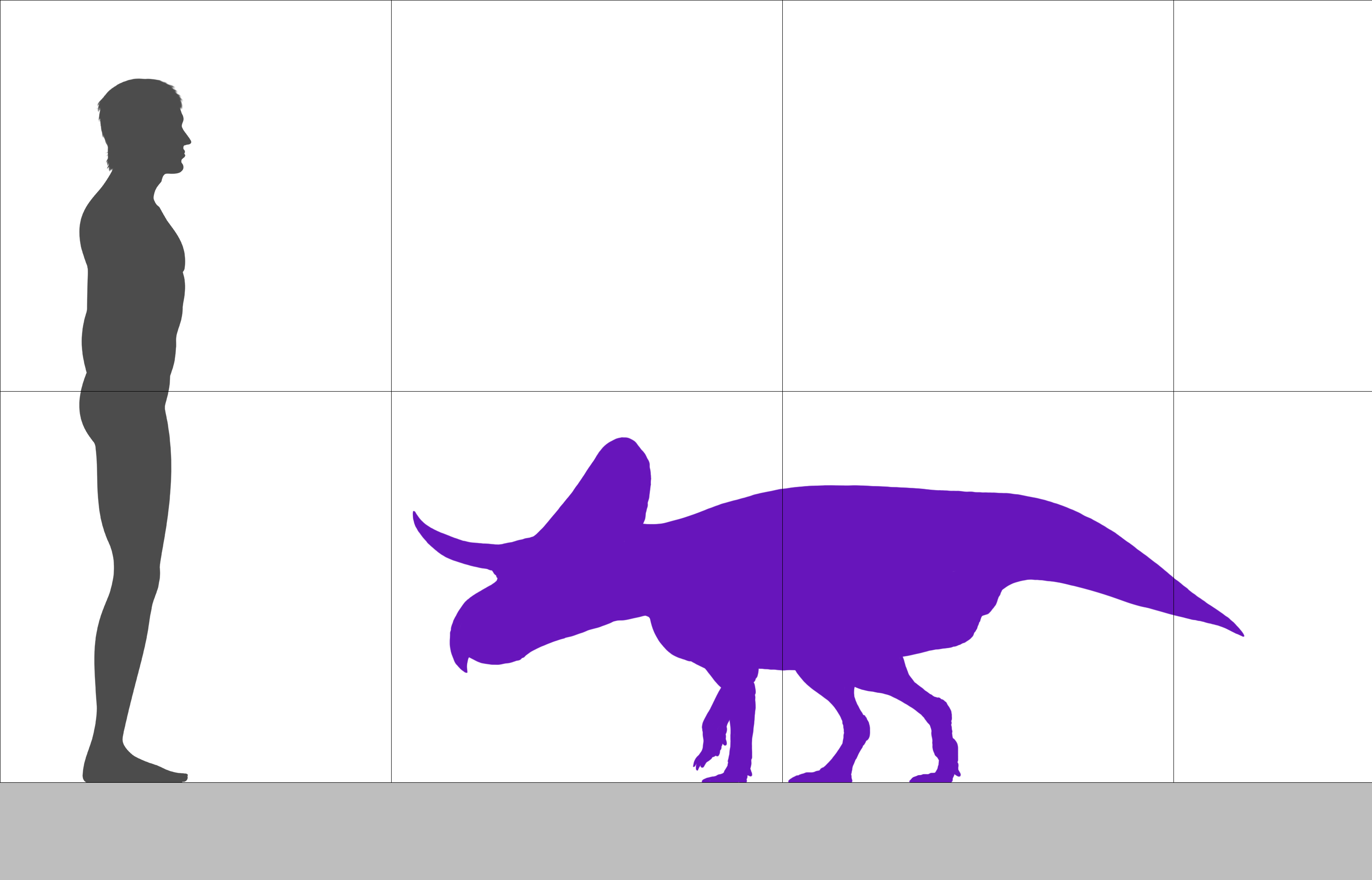
Порівнняння розмірів з людиною

Зуніцератопс був відносно невеликим цератопсом, довжиною близько 2,2 метра і вагою близько 175 кілограмів. Базальна довжина черепа оцінюється до 40 сантиметрів. Часткова проксимальна тім'яна частина має перевернуту Т-подібну форму, як у протоцератопса. Хоча перший знайдений зразок мав однокореневі зуби (незвичні для цератопсів), зразки більших особин мали двокореневі зуби, що свідчить про те, що зуби ставали двокореневими з віком і що це є плезіоморфною ознакою.

## Класифікація
Зуніцератопс є прикладом еволюційного переходу між ранніми цератопсами та пізнішими, більшими цератопсидами, які мали дуже великі роги та оборки, що підтверджує теорію про те, що лінія цератопсидних динозаврів могла мати північноамериканське походження. Повторні дослідження Turanoceratops і Zuniceratops, які відомі як два найважливіші таксони для еволюційної історії цератопсидів, показали, що походження цератопсидів не пов'язане з викопними рештками Protoceratops та їхніх родичів, і є давнішим за них.
Філогенетичний аналіз (2019) показав, що Zuniceratops є не-цератопсидним неоцератопсом, тісно пов'язаним з Turanoceratops:
|  | Bagaceratops  |
|  |               |
|  | Protoceratops |
|  |               |

|  | Turanoceratops                 |
|  |                                |
|  | \| \| Ceratopsidae \| \| \| \| |
|  |                                |
|  | Ceratopsidae                   |
|  |                                |

|  | Ceratopsidae |
|  |              |

|  | Turanoceratops                 |
|  |                                |
|  | \| \| Ceratopsidae \| \| \| \| |
|  |                                |
|  | Ceratopsidae                   |
|  |                                |

|  | Ceratopsidae |
|  |              |

|  | Bagaceratops  |
|  |               |
|  | Protoceratops |
|  |               |

|  | Turanoceratops                 |
|  |                                |
|  | \| \| Ceratopsidae \| \| \| \| |
|  |                                |
|  | Ceratopsidae                   |
|  |                                |

|  | Ceratopsidae |
|  |              |

|  | Turanoceratops                 |
|  |                                |
|  | \| \| Ceratopsidae \| \| \| \| |
|  |                                |
|  | Ceratopsidae                   |
|  |                                |

|  | Ceratopsidae |
|  |              |

|  | Bagaceratops  |
|  |               |
|  | Protoceratops |
|  |               |

|  | Turanoceratops                 |
|  |                                |
|  | \| \| Ceratopsidae \| \| \| \| |
|  |                                |
|  | Ceratopsidae                   |
|  |                                |

|  | Ceratopsidae |
|  |              |

|  | Turanoceratops                 |
|  |                                |
|  | \| \| Ceratopsidae \| \| \| \| |
|  |                                |
|  | Ceratopsidae                   |
|  |                                |

|  | Ceratopsidae |
|  |              |

|  | Bagaceratops  |
|  |               |
|  | Protoceratops |
|  |               |

|  | Turanoceratops                 |
|  |                                |
|  | \| \| Ceratopsidae \| \| \| \| |
|  |                                |
|  | Ceratopsidae                   |
|  |                                |

|  | Ceratopsidae |
|  |              |

|  | Turanoceratops                 |
|  |                                |
|  | \| \| Ceratopsidae \| \| \| \| |
|  |                                |
|  | Ceratopsidae                   |
|  |                                |

|  | Ceratopsidae |
|  |              |

|  | Leptoceratopsidae |
|  |                   |

|  | Bagaceratops  |
|  |               |
|  | Protoceratops |
|  |               |

|  | Turanoceratops                 |
|  |                                |
|  | \| \| Ceratopsidae \| \| \| \| |
|  |                                |
|  | Ceratopsidae                   |
|  |                                |

|  | Ceratopsidae |
|  |              |

|  | Turanoceratops                 |
|  |                                |
|  | \| \| Ceratopsidae \| \| \| \| |
|  |                                |
|  | Ceratopsidae                   |
|  |                                |

|  | Ceratopsidae |
|  |              |

|  | Bagaceratops  |
|  |               |
|  | Protoceratops |
|  |               |

|  | Turanoceratops                 |
|  |                                |
|  | \| \| Ceratopsidae \| \| \| \| |
|  |                                |
|  | Ceratopsidae                   |
|  |                                |

|  | Ceratopsidae |
|  |              |

|  | Turanoceratops                 |
|  |                                |
|  | \| \| Ceratopsidae \| \| \| \| |
|  |                                |
|  | Ceratopsidae                   |
|  |                                |

|  | Ceratopsidae |
|  |              |

|  | Bagaceratops  |
|  |               |
|  | Protoceratops |
|  |               |

|  | Turanoceratops                 |
|  |                                |
|  | \| \| Ceratopsidae \| \| \| \| |
|  |                                |
|  | Ceratopsidae                   |
|  |                                |

|  | Ceratopsidae |
|  |              |

|  | Turanoceratops                 |
|  |                                |
|  | \| \| Ceratopsidae \| \| \| \| |
|  |                                |
|  | Ceratopsidae                   |
|  |                                |

|  | Ceratopsidae |
|  |              |

|  | Bagaceratops  |
|  |               |
|  | Protoceratops |
|  |               |

|  | Turanoceratops                 |
|  |                                |
|  | \| \| Ceratopsidae \| \| \| \| |
|  |                                |
|  | Ceratopsidae                   |
|  |                                |

|  | Ceratopsidae |
|  |              |

|  | Turanoceratops                 |
|  |                                |
|  | \| \| Ceratopsidae \| \| \| \| |
|  |                                |
|  | Ceratopsidae                   |
|  |                                |

|  | Ceratopsidae |
|  |              |

|  | Leptoceratopsidae |
|  |                   |

## Палеоекологія
Зразки Zuniceratops відомі з формації Moreno Hill, що датується часом тектонічних зрушень, вулканічної активності, вологого палеоклімату та зсуву берегової лінії Північної Америки. Інші скам'янілості динозаврів, знайдені в цій формації, — Suskityrannus, Nothronychus, Jeyawati, а також неописані рештки анкілозавра. Повідомляється про три групи скам'янілостей черепах: баенід Edowa, гелохелідрид Naomichelys і невизначена трикігтева черепаха. Інші скам'янілості хребетних включають зуби крокодилоподібних, зуби амієвих і луску панцирникоподібних риб.